# Thalassometra setosa
Thalassometra setosa is een haarster uit de familie Thalassometridae.
De wetenschappelijke naam van de soort werd in 1923 gepubliceerd door Austin Hobart Clark.